# Jaciment Arqueològic de Puig Castellar (Sant Vicenç dels Horts i Cervelló)
El jaciment arqueològic ibèric de Puig Castellar està localitzat en els municipis de Sant Vicenç dels Horts i Cervelló (Baix Llobregat), inclòs a l'Inventari del Patrimoni Arqueològic i Paleontològic de Catalunya.
Data de l'època ibèric ple fins a l'ibèric final (650-50 aC). S'hi han dut a terme quatre campanyes arqueològiques: 1957, 1962, 1985 i 1997, les dues últimes d'urgència. El jaciment presenta un mal estat de conservació.

## Morfologia de l'assentament
Considerat com a lloc o centre d'explotació agrícola amb àrea d'emmagatzematge de sitges, s'ha localitzat una habitació sense estructures, conjuntament, amb una representació gràfica sobre pedra. Així mateix, hi ha una possible petita explotació de ferro local, on hi hauria restes d'escòria de metall i cubetes.
Actualment, les diferents estructures documentades durant les diferents intervencions, juntament amb diversos sondatges realitzats, s'han tornat a tapar un cop s'han acabat aquestes intervencions. El jaciment presenta molt poca potència per poder trobar-hi estructures, la instal·lació d'un dipòsit municipal en el vessant nord del turó i els forats realitzats per furtius, afegit a l'espoli i robatori dels seus materials, fa que es pugui considerar com un jaciment pràcticament arrasat.

## Restes materials
En les sitges excavades durant les dues primeres campanyes, pràcticament no es documenten restes materials, en canvi, les dues sitges excavades el 1997 sí que presenten abundància de material. Aquestes sitges i les anteriors excavacions presenten diferent material com ceràmica campaniana B, una llàntia, tègula romana i parets fines tardorepublicanes. Aquestes restes demostren la utilització d'aquestes restes com a abocadors durant el segle II-I aC.
Altres troballes interessants serien una escultura amb espirals juntament amb cassoletes, la qual, es va trobar a les rodalies del jaciment. Així mateix, en una última actualització de la carta arqueològica, s'ha documentat abundant material ceràmic en el cim i els diferents vessants del Puig Castellar.